# 如意湖街道

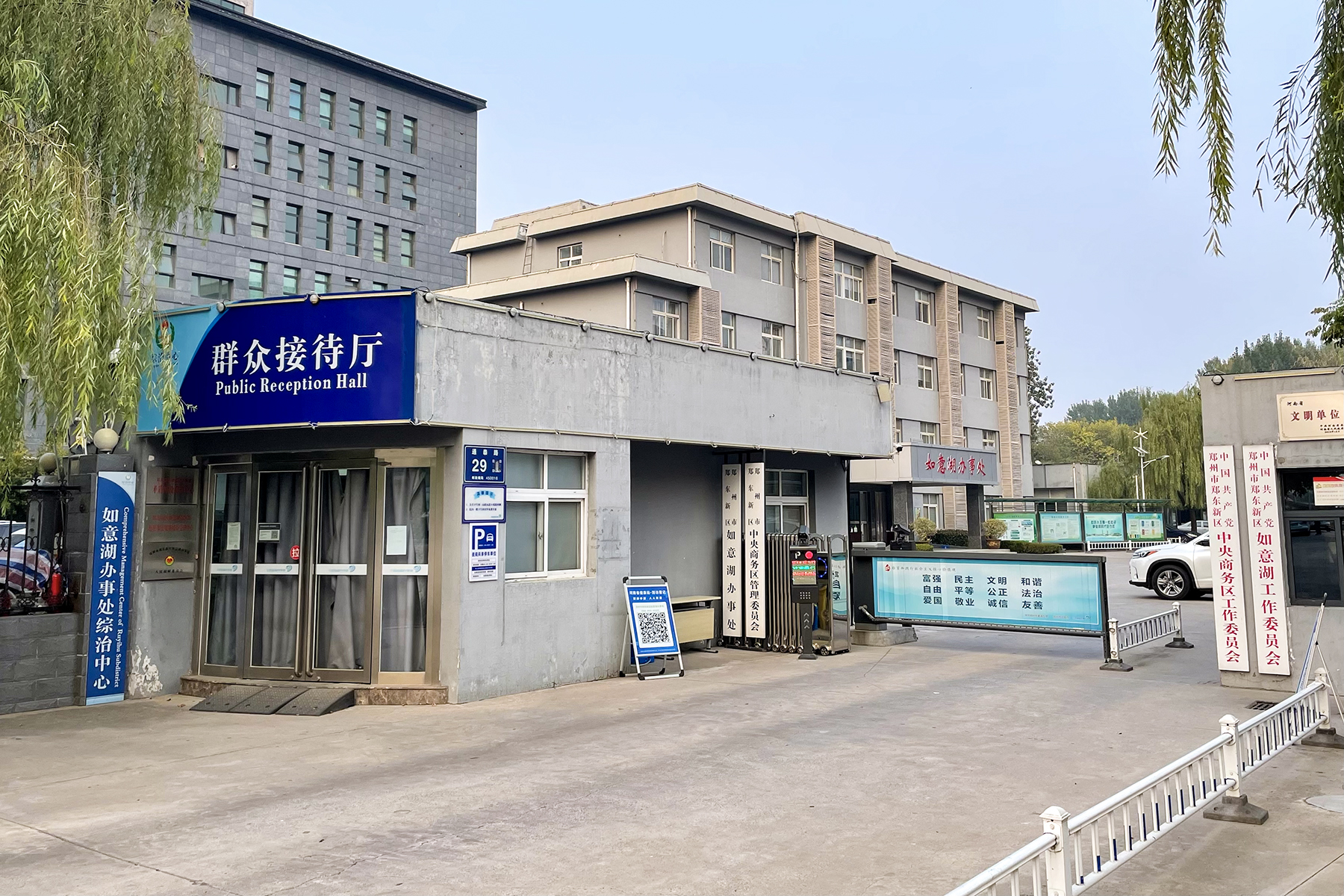
如意湖街道办事处

如意湖街道，是中华人民共和国河南省郑州市金水区下辖的一个乡镇级行政单位。如意湖街道管辖的范围为：东风渠以南、熊儿河以北、中州大道以东区域，面积约11.5平方公里，目前由郑东新区代管。
如意湖街道位于郑东新区核心区域，郑东新区中央商务区位于辖区范围内，主要经济业态包括金融保险、会展旅游、电子商务、文化创意、高端商贸、总部经济等。辖区北部则以中低密度居民区为主。

## 行政区划
如意湖街道下辖以下地区：
如意东路社区、绿地社区、天时路社区、绿城百合社区、联盟新城社区、馨悦苑社区和商务区社区。

## 主要地点

### 地标
- 绿地中心·千玺广场
- 郑州国际会展中心
- 河南艺术中心

### 医院
- 郑州颐和医院
- 河南省儿童医院

### 公园
- 郑东新区湿地公园
- 郑州之林
- 红白花公园
- 祭伯城遗址公园（全国重点文物保护单位）

### 购物中心
- 丹尼斯七天地
- 永威木色
- CityOn 熙地港购物中心
- 宝龙城市广场

### 学校
- 郑州市第四十七中学
- 郑州市第八十八中学
- 郑东新区外国语学校
- 河南省实验学校郑东小学
- 郑东新区众意路小学
- 郑东新区昆丽河小学

## 交通
- 郑州地铁1号线：会展中心
- 郑州地铁4号线：中央商务区、会展中心
- 郑州地铁5号线：众意西路、中央商务区、儿童医院